# Katarzyna Puzyńska
Katarzyna Puzyńska (ur. 19 lutego 1985) – polska pisarka, autorka powieści kryminalnych. 

## Życiorys
Urodzona 19 lutego 1985. Autorka znana z serii kryminałów o fikcyjnej wsi Lipowo, położonej niedaleko Brodnicy. Z wykształcenia jest psychologiem. Zanim zajęła się pisaniem, pracowała jako nauczyciel akademicki na wydziale psychologii. Jest autorką wielogatunkową, oprócz kryminału wydała również książki fantasy, horror i non-fiction. Była jurorką w konkursie literackim Gwiazdozbiór Kryminalny Kujawy i Pomorze, skierowanym do debiutujących autorów literatury kryminalnej. Występowała jako prowadząca w dwóch sezonach programu telewizyjnego Opowiem Ci o Zbrodni. Prowadziła kursy literackie oraz wydarzenia branżowe, w tym m.in. literacką część Gali Bestsellery Empiku. Jest również autorką jednego z odcinków serialu audio Jazgot 2.
Na początku 2021 r. gmina Zbiczno wraz z organizatorami corocznych zlotów fanów powieści, przystąpiła do realizacji projektu, mającego na celu stworzenie ścieżki informacyjnej Lipowo. Śladami powieści, która składa się w sumie z 20 tablic, ustawionych w miejscach opisywanych w książkach. Ich opracowanie graficzne na zlecenie Urzędu wykonał Marcin Moneta. Z okazji jubileuszu stulecia Polskiej Policji za książki "Policjanci. Ulica" i "Policjanci. Bez munduru" otrzymała od Komendanta Głównego Policji nagrodę w kategorii Policja w literaturze. Magazyn VEGE wyróżnił autorkę nagrodą Grand Prix za promowanie weganizmu.
Na podstawie książek Katarzyny Puzyńskiej powstała gra śledcza "Lipowo. Kto zabił?" wydana w 2024 nakładem Wydawnictwa Muduko. 

## Twórczość
Saga kryminalna o Lipowie
1. Motylek (6 II 2014) wyd. Prószyński i S-ka[10]
2. Więcej czerwieni (4 IX 2014) wyd. Prószyński i S-ka[11]
3. Trzydziesta pierwsza (24 II 2015) wyd. Prószyński i S-ka[12]
4. Z jednym wyjątkiem (16 VI 2015) wyd. Prószyński i S-ka[13]
5. Utopce (3 XI 2015) wyd. Prószyński i S-ka[14]
6. Łaskun (7 VI 2016) wyd. Prószyński i S-ka[15]
7. Dom czwarty (8 XI 2016) wyd. Prószyński i S-ka[16]
8. Czarne narcyzy (13 VI 2017) wyd. Prószyński i S-ka[17]
9. Nora (17 IV 2018) wyd. Prószyński i S-ka[18]
10. Rodzanice (29 I 2019) wyd. Prószyński i S-ka[19]
11. Pokrzyk (15 X 2019) wyd. Prószyński i S-ka[20]
12. Śreżoga (24 XI 2020) wyd. Prószyński i S-ka[21]
13. Martwiec (13 VII 2021) wyd. Prószyński i S-ka[22]
14. Żadanica (14 VI 2022) wyd. Prószyński i S-ka[23]
15. Zgłoba (16 V 2023) wyd. Prószyński i S-ka[24]

Grodzisko
1. Chąśba (09 XI 2021) wyd. Prószyński i S-ka[25]
2. Sąpierz (08 XI 2022) wyd. Prószyński i S-ka[26]

Seria Policjanci
Poniższe pozycje dostępne są także w wersjach audio.
1. Policjanci. Ulica (19 VI 2018) wyd. Prószyński i S-ka[27]
2. Policjanci. Bez munduru (2 IV 2019) wyd. Prószyński i S-ka[28]
3. Policjanci. W boju (24 III 2020) wyd. Prószyński i S-ka[29]

Pozostałe powieści
- Bezgłos (07 XI 2023) wyd. Prószyński i S-ka[30]
- Eksponat (18 VI 2024) wyd. Prószyński i S-ka[31]
- Ulice ciem (26 XI 2024) wyd. Prószyński i S-ka[32]

Opowiadania w zbiorach
- Zabójczy pocisk - Wszędzie krew (09 V 2018) wyd. Skarpa Warszawska[33]
- Opowiem Ci o zbrodni (17 IX 2019) wyd. Kompania Mediowa[34]
- Opowiem Ci o zbrodni. Tom 2 (18 IX 2019) wyd. Kompania Mediowa[35]

Inne utwory
- Niezapomnik. Notes operacyjny (25 VII 2024) Prószyński i S-ka[36]

## Ekranizacje
W lipcu 2022 roku rozpoczęły się zdjęcia do ekranizacji książek z cyklu Lipowo. Na podstawie książki Motylek powstał serial Lipowo. Zmowa milczenia, który realizowany jest przez Akson Studio dla platformy Player.pl. W produkcji wzięła udział sama Puzyńska, w roli cameo.